# 김상식 (축구인)
김상식(金相植, 1976년 12월 17일~)은 대한민국의 전 축구 선수이자 현 축구 지도자로 선수 시절 성남 FC와 전북 현대 모터스 등에서 수비형 미드필더와 센터백으로 활약했으며 현재 베트남 축구 국가대표팀과 베트남 U-23 대표팀의 사령탑을 맡고 있다.
전라남도 해남군에서 태어나 구포초등학교, 덕천중학교, 경남공업고등학교를 졸업하고 대구대학교를 거쳤다. 전진해 들어오는 공격수를 강력한 대인 마킹 능력으로 악착같이 물고 늘어져 진이 빠지게 만드는 악바리 정신으로 인하여 '독사'라는 별명이 붙었다. '싸이월드 미니홈피'에 재미난 댓글을 남겨 '식사마'라는 별명을 얻기도 하였다.

## 구단 경력
1999년 성남 일화 천마에 입단한 뒤, 2001년과 2002년 성남의 K리그 2연패에 크게 공헌하였다. 2003년 광주 상무 불사조에 입대해 2005년 군복무를 마치고 성남 일화 천마에 복귀하였다. 2006년 K리그 우승, 2007년 K리그 준우승 등에 공헌하였다.
하지만 2008년 팀의 성적 부진으로 김학범 감독에서 신태용 감독 체제로 전환되면서 팀 개편의 일환으로 2009년 1월 이동국과 함께 전북 현대 모터스로 이적하였고, 팀의 새 주장직을 맡게 되었다.
2013년 11월 26일에 현역 은퇴를 선언했다. 현역 마지막 경기인 FC 서울전에서 페널티 킥을 성공시키면서 선수 생활을 마쳤다.

## 국가대표팀 경력
2000년 5월 29일 유고슬라비아와의 친선 경기를 통해 국가대표팀에 데뷔하여, 2006년 FIFA 월드컵 등에 참가하였다. 2007년 AFC 아시안컵에서는 부상으로 엔트리에서 제외된 김남일 대신 주전 수비형 미드필더로 활약하여 대한민국의 준결승에 공헌하지만, 아시안컵 시즌 중 골키퍼 이운재 등과 함께 음주 파문에 연루되어 1년 동안 국가대표 자격정지 처분에 2년 간 대한축구협회 주관 대회 출전 정지의 중징계를 받았다.
2012년 2월 29일에 열리는 쿠웨이트와의 2014년 FIFA 월드컵 아시아 지역 3차 예선을 앞두고 약 5년 만에 국가대표팀에 발탁됐다. 이 경기에서 수비형 미드필더로 출전했고, 좋은 모습을 보여 주며 대한민국의 2:0 승리를 견인했다. 이 경기를 끝으로 국가대표팀에서 물러났다.

## 지도자 경력
2013년을 끝으로 은퇴하고 프랑스로 건너가 지도자 연수를 받았다. 2014년에 전북으로 복귀하여 최강희, 조제 모라이스 감독을 보좌하면서 코치 생활을 하였다.
2020년 12월 7일 김은중, 최태욱 등과 함께 AFC 공인 P급 자격 강습회에 참가하게 되자, 2020년 12월 22일 조제 모라이스의 뒤를 이어 전북의 6대 감독으로 선임되었다. 또한 김상식은 전북 소속 선수 출신으로는 처음으로 전북의 사령탑에 오르게 되었다.
그 후 감독으로 부임한 첫 시즌(2021)에 전북의 K리그1 우승을 이끌어 냈다. 이는 전북에서 선수, 코치, 감독으로 K리그 우승을 달성한 첫 인물이다. K리그 역사를 통틀면 조광래, 최용수 이후 세 번째다.
그 후, 김상식은 2021 K리그 최고의 감독상을 수상하였다.
2022년에는 전북의 트레이드마크인 닥공 축구가 힘을 잃고, 팀 전술 문제로 팬들로부터 퇴진 압박과 비판을 받았다. 결국 전북은 울산 현대에 밀려 K리그1 준우승에 그치고 말았다. 다행히 FC 서울을 꺾고 FA컵 우승을 달성하여 무관 탈출과 동시에, K리그1 우승을 놓친 아쉬움을 달랬다.
2022년 11월 17일 전북과 재계약했다.
그러나 2023 시즌 들어 전술적인 세밀함과 지향성이 떨어지고 위기관리 능력이 부족하다는 비판을 받아왔고, 결국 K리그1 10라운드까지 3승 1무 6패, 승점 10으로 12개 구단 가운데 10위에 처쳤으며, 지난 시즌 전체를 통틀어 7패(21승 10무)를 당했는데 올 시즌 10경기 만에 벌써 6패를 당했다.
결국 2023년 5월 4일에 사퇴하며 15년 간 이어온 전북과의 인연을 끝냈다.
2024년 5월 3일 필리프 트루시에의 후임으로 베트남 축구 국가대표팀 감독으로 선임된 직후 최원권 전 대구 FC 감독을 수석 코치로 불러들이며 코치진 인선을 시작했고 1개월 뒤인 6월 6일 같은 동남아시아팀인 필리핀과의 2026년 FIFA 월드컵 아시아 지역 2차 예선 F조 5차전에서 베트남 A대표팀 사령탑 데뷔전을 치러 이 경기에서 3-2 승리를 거두며 베트남의 A매치 8연패 탈출을 이끌었지만 최종전에서 이라크에 패하며 조 3위로 2회 연속 월드컵 아시아 최종 예선 대신 아시안컵 최종 예선으로 밀려났다.
2024년 12월부터 2025년 1월까지 김연아와 베트남은 2024 아세안 챔피언십에 참가했다. 조별리그에서는 동포인 하혁준(라오스 감독)과 신태용(인도네시아 감독)을 꺾는 등 조별리그 3승 1무를 기록하며 팀을 준결승에 진출시켰다. 그는 결승전 2차전에서 태국을 꺾고 베트남의 세 번째 감독이자 두 번째 한국인 아세안 챔피언십 우승자가 됐다.
2025년 4월 10일, 아세안 축구 연맹은 김상식 감독이 5월 28일 말레이시아 부킷 잘릴 국립경기장에서 열리는 맨체스터 유나이티드와의 '메이뱅크 챌린지컵'에서 아세안 올스타팀의 감독을 맡을 것이라고 발표했습니다. 그는 후벤 아모림이 이끄는 맨체스터 유나이티드를 1-0으로 이겼습니다.
2025년 7월 29일, 그와 그의 팀은 2025년 ASEAN U-23 챔피언십에서 우승하여 팀의 3연속 챔피언십 우승을 차지했습니다.

## 포지션 논란
김상식은 본래 수비형 미드필더이지만, 국가대표팀에서는 중앙 수비수로 뛰게 된다. 토탈 풋볼을 구사하는 네덜란드 감독들이 중앙 수비수들의 공격 가담을 중시하여 공격 능력이 뛰어난 김상식을 중앙 수비수로 자주 기용하였지만, 이로 인해 김상식의 위치에 관해 많은 논란이 일어왔다. 가장 큰 논란 중의 하나는, 페널티 지역 안에서의 파울이나 실수가 잦다는 것이며, 특히 본 위치가 수비형 미드필더라서 중앙 수비수로서의 안정감이 부족하다는 점이다. A매치에서 좋은 기량을 선보였던 경기에서는 대부분 수비형 미드필더로 뛰었다.
국가 대표팀에는 딕 아드보카트 감독 시절 포백을 사용할 때에 중앙 수비수로써, 김상식과 김진규를 주로 사용한 적이 있었으나, K-리그 정상급의 수비형 미드필더이던 김상식이 중앙 수비수에서는 기대 이하의 기량을 보임으로써, 축구 팬들 사이에서 많은 논란이 되었다.
2007년 핌 페르베이크 감독이 이끄는 2007년 AFC 아시안컵에 국가대표팀의 수비형 미드필더로 선발 출장하며 적극적인 대인마크와 위협적인 패싱 능력을 보여주었다. 소속팀이었던 성남 일화 천마에서도 매우 오랫동안 수비형 미드필더로 활약하였으며 전북 현대 모터스에서는 중앙 수비수와 수비형 미드필더를 넘나들며 활약하였다.

## 경력 목록

### 국가대표팀 경력
- 2000년 하계 올림픽 대표 (와일드카드)
- 2000년 AFC 아시안컵 대표
- 2006년 FIFA 월드컵 대표
- 2007년 AFC 아시안컵 대표

## 수상 내역

### 개인
- 1999년 대통령배 최우수 수비상 수상

### 구단

#### 성남 일화 천마
- K리그 우승 3회 (2001년, 2002년, 2006년)
- K리그 준우승 1회 (2007년)
- FA컵 우승 1회 (1999년)
- FA컵 준우승 1회 (2000년)
- 아디다스 컵 우승 1회 (2002년)
- 아디다스 컵 준우승 1회 (2000년)
- 하우젠 컵 준우승 1회 (2006년)
- 대한민국 슈퍼컵 우승 1회 (2002년)
- 대한민국 슈퍼컵 준우승 1회 (2000년)

#### 전북 현대 모터스
- K리그 우승 2회 (2009년, 2011년)
- AFC 챔피언스리그 준우승 1회 (2011년)

베트남 축구 국가대표팀
- 동남아시아 축구 연맹 선수권 대회 우승 1회 (2024년)[34]

베트남 U-23
- 아세안 U-23 챔피언십: 우승 1회 (2025년)

아세안 올스타
- 메이뱅크 챌린지 컵: 우승 1회 (2025년)[35]

### 국가대표팀
- 2000년 AFC 아시안컵 3위
- 2007년 AFC 아시안컵 3위